# Power Macintosh 7200

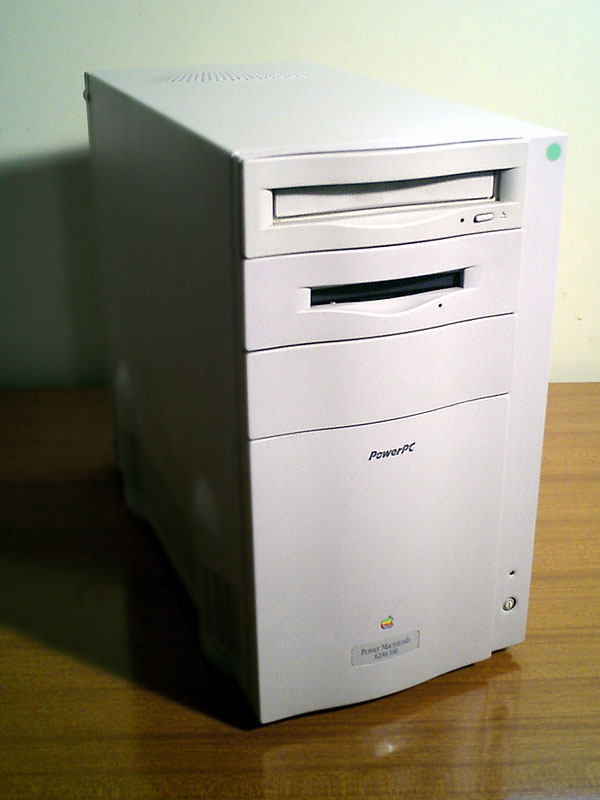
Power Macintosh 8200: een 7200 in de mini-tower-behuizing van de Quadra 800

De Power Macintosh 7200, in Europa ook verkrijgbaar in een mini-tower-behuizing onder de naam Power Macintosh 8200, is een personal computer die ontworpen, gefabriceerd en verkocht werd door Apple Computer van augustus 1995 tot februari 1997. De 7200 werd samen met de Power Macintosh 7500 en 8500 geïntroduceerd. Apple doopte deze machines de "Power Surge"-lijn om aan te geven dat ze aanzienlijk sneller waren dan de eerste generatie Power Macintoshes.
Als opvolger van de Power Macintosh 7100 is de 7200 het instapmodel van de tweede generatie Power Macintoshes. In deze tweede generatie werden de NuBus-uitbreidingsslots vervangen door standaard PCI-slots.
Aanvankelijk beschikte de Power Macintosh 7200 over een 75 MHz of een 90 MHz PowerPC 601-processor. Het 90 MHz-model werd in Japan op de markt gebracht als de Power Macintosh 7215. In 1996 werd een model uitgebracht met een 120 MHz processor, dat samen met een pakket serversoftware aangeboden werd als de Apple Workgroup Server 7250. Het 120 MHz-model was eveneens leverbaar in een "PC compatible"-variant die uitgerust was met een PCI-kaart met een 100 MHz Pentium-processor die het mogelijk maakte om Microsoft Windows te draaien.
In tegenstelling tot andere Power Macintoshes uit die tijd bevond de CPU zich niet op een insteekkaart maar was ze op het moederbord gesoldeerd. Dit maakte het onmogelijk om te upgraden naar een snellere CPU. Apple bood wel een upgrade van het volledige moederbord aan om van de machine een Power Macintosh 7600 te maken. Drie jaar na de stopzetting van de 7200 bracht Sonnet alsnog een G3 upgradekaart uit die in een PCI-slot paste.
In februari 1997 werd de 7200 opgevolgd door de Power Macintosh 7300.

## Modellen
Beschikbaar vanaf 8 augustus 1995:
- Power Macintosh 7200/75[4]
- Power Macintosh 7200/90[5]

Beschikbaar vanaf 11 januari 1996:
- Power Macintosh 7215/90[6]

Beschikbaar vanaf 26 februari 1996:
- Workgroup Server 7250/120[7]

Beschikbaar vanaf 22 april 1996:
- Power Macintosh 7200/120[8]
- Power Macintosh 7200/120 PC Compatible[9]
- Power Macintosh 8200/100[10]
- Power Macintosh 8200/120[11]

## Specificaties
- Processor: PowerPC 601 @ 75, 90, 100 of 120 MHz
- FPU : geïntegreerd in de processor
- PMMU : geïntegreerd in de processor
- Systeembus snelheid: 37,5 MHz
- ROM-grootte: 4 MB
- Databus: 64 bit
- RAM-type: 70 ns 168-pin DIMM
- Standaard RAM-geheugen: 8 MB
  - Uitbreidbaar tot maximaal 512 MB
  - RAM-sleuven: 4
- Standaard video-geheugen: 1 MB VRAM
  - Uitbreidbaar tot maximaal 4 MB VRAM
- Standaard diskettestation: 3,5-inch, 1,44 MB (manueel)
- Standaard harde schijf: 500 MB (SCSI)
- Standaard optische schijf: 4x CD-ROM
- Uitbreidingssleuven: 3 PCI
- Type batterij: 3,6 volt lithium
- Uitgangen:
  - 1 ADB-poort (mini-DIN 4) voor toetsenbord en muis
  - 1 video-poort (DB-15)
  - 1 SCSI-poort (DB-25)
  - 2 seriële GeoPort poorten (mini-DIN 9)
  - 1 audio-uit (3,5 mm jackplug)
  - 1 microfoon (3,5 mm jackplug)
  - 2 ethernet (AAUI en RJ-45)[a]
- Ondersteunde systeemversies: 7.5.2 t/m 9.1
- Afmetingen (hxbxd):
  - desktop (7200): 15,6 cm × 36,5 cm × 43,0 cm
  - tower (8200):  35,5 cm × 19,5 cm × 40,0 cm
- Gewicht:
  - desktop (7200): 10 kg
  - tower (8200): 11,3 kg

Uit productie: 1984: Macintosh 128K, Macintosh 512K · 1985: Macintosh XL · 1986: Macintosh Plus · 1987: Macintosh II, Macintosh SE · 1988: Macintosh IIx · 1989: Macintosh SE/30, Macintosh IIcx, Macintosh IIci, Macintosh Portable · 1990: Macintosh IIfx, Macintosh Classic, Macintosh IIsi, Macintosh LC serie · 1991: Macintosh Quadra 700, Macintosh Quadra 900, Apple PowerBook · Macintosh Classic II · 1992: Macintosh IIvx, Macintosh Quadra 950, PowerBook Duo, Macintosh Performa serie · 1993: Macintosh Centris serie, Macintosh Color Classic, Macintosh TV · Apple Workgroup Server · 1994: Power Macintosh · 1997: Power Macintosh G3, PowerBook G3, Twentieth Anniversary Macintosh · 1998: iMac · 1999: iBook, Power Mac G4 · 2000: Power Mac G4 Cube · 2001: PowerBook G4 · 2002: eMac, iMac G4 · 2003: Xserve, Power Mac G5 · 2004: iMac G5 · 2005: Mac mini · 2006: MacBook · 2015: MacBook (Retina) · 2017: iMac Pro

Huidige modellen: MacBook Air, MacBook Pro, iMac, Mac mini, Mac Studio, Mac Pro